# トランス・ワールド航空159便オーバーラン事故
トランス・ワールド航空159便オーバーラン事故（トランス・ワールドこうくう159びんオーバーランじこ、英：Trans World Airlines Flight 159）は、1967年11月6日にアメリカ合衆国・ケンタッキー州のシンシナティ・ノーザンケンタッキー国際空港で離陸滑走中であったトランス・ワールド航空159便（ボーイング707-131）が滑走中に異音を認め離陸を中止したが滑走路内で止まりきれずオーバーラン、乗員乗客36人中1人が事故での負傷が原因で後日搬送先の病院で死亡した事故である。

## 事故機
事故機は1959年に初飛行を行い、事故時点で26,319時間の飛行時間を有していたボーイング707-131であった。乗員は18,753時間の飛行時間を持つ機長ヴォルニ・D・マセニー (45歳)、飛行時間1,629時間の副操縦士ロナルド・G・レイハート (26歳)、航空機関士として11,182時間勤務していたロバート・D・バロン (39歳)、客室乗務員4人の計7人であった。

## 事故
トランス・ワールド航空159便はニューヨーク市からシンシナティ・ノーザンケンタッキー国際空港経由でロサンゼルス国際空港まで向かう定期国内旅客便であった。事故当日、ニューヨーク市からシンシナティまでのフライトは異常なく終了した。
159便はシンシナティ・ノーザンケンタッキー国際空港から離陸のため滑走路27Lへタキシングし、滑走路に近付くと東部標準時18時38分に管制官から「滑走路に入って待機せよ。(taxi into position and hold.)」と指示された:3。159便が27Lに入る前にデルタ航空379便（マクドネル・ダグラス DC-9）が27Lに着陸した:3。着陸後、379便は通り過ぎた誘導路へ戻るため180度転回する許可を受けたが転回しきれず、滑走路から外れた未舗装の部分でスタックした:3。この時379便の機体のほとんどは滑走路から離れた部分にあったが、尾部は滑走路から約7フィート (2.1m) しか離れていなかった:3–4。しかし、379便の機体後部の灯火は滑走路から45フィート (14m) 離れた地点にあったため、実際より379便が滑走路から離れているように見えていた可能性がある:19。
タワー管制は379便が停止していることを目視確認し、379便に滑走路から出ているか確認を取った:4。これに対し379便の機長は「はい、私たちは泥の中にいます。(Yeah, we're in the dirt though.)」と返答した:4。18時39分、タワー管制は159便に379便が滑走路から出たことを知らせると共に離陸許可を発出した:4。159便は副操縦士の操縦で離陸滑走を開始した:4。
159便の乗員は離陸滑走開始時点で379便が滑走路からどれだけ離れているか確認できなかった。その後滑走を進めるうちに機長が379便が滑走路から5 - 7フィートほどしか離れていないことに気が付いた:5。その後159便が379便の横を通り過ぎた際に乗員は大きな音を聞き、また同時に機体の動きも乱れた:5。このため379便に衝突したと副操縦士は思い離陸を中止し、スラストリバーサー、ブレーキ、スポイラーを使用し停止しようとした:5–6。
しかし滑走路内で停止しきれず滑走路の先にある丘を越え67フィート (20m) ほど空中へ浮き上がった:9。その後地面に激突し降着装置を破損、堤防を滑り降りて滑走路の端から421フィート (128m) の場所でようやく停止した:9。胴体は破壊され地面への衝突時に主翼が破損、また滑走路を外れた際に右主翼から出火していた:9–10。乗員7人と乗客29人全員が機体からの脱出に成功し、うち2人が入院した。入院した乗客の1人は事故での負傷が原因で4日後に病院で死亡した:10。機体は胴体の破損と右主翼の火災により修復不可能なダメージを受け損金処理された。

## 調査
国家運輸安全委員会 (NTSB) が事故調査を開始した。調査によりデルタ航空379便の機体尾部は滑走路から数フィート離れていたものの、トランス・ワールド航空159便が離陸滑走を行っていた際379便のエンジンはアイドル状態で動作しており、ジェット排気が滑走路に向けて吹き付けている状態であったと判断された:16。またNTSBは連邦航空局 (FAA) の規制もターミナル航空管制手順マニュアルも「滑走路に支障無し (clear of the runway)」というフレーズの意味を定義しておらず、各航空機のパイロット及び航空管制官がそれぞれ独自の解釈で使用していたため人により意味が微妙に異なっていたことも明らかにした:16–17。NTSBは、今回の事故においてデルタ航空379便はジェット排気が引き続き滑走路27Lを使用しようとする航空機に危険をもたらしていたことから、滑走路から完全に離れていなかったと判断した:16。
デルタ航空379便のジェットブラストは横を通過したトランス・ワールド航空159便に当たり、159便の第3エンジンがサージングを起こし失速した:20。サージングは乗員にも聞こえるほどの騒音を起こし、またジェットブラストにより機体の動きも乱された:20。この2つが重なり159便と379便は衝突したと副操縦士に錯覚させ、副操縦士は離陸中止を判断した:20。NTSBは、離陸を中止するという副操縦士の決定はこの状況下では合理的であると結論付けた:24。
トランス・ワールド航空のマニュアルでは高速で離陸を中止することは危険であり、エンジンの故障が離陸決心速度到達よりも前に発生した場合にのみ試行する必要があると規定されている:21。159便の機長は計器の看視を担当していたため離陸決心速度到達の読み上げを行う必要があったが何らかの理由で読み上げが行われず、離陸中止決定時点で副操縦士は現在の機体の速度は離陸決心速度かそれ以下であると思っていた:20。ボーイング707の離陸決心速度は132ノット (244km/h, 152mph) であるが、159便の離陸中止決定時の速度はそれを上回る145ノット (269km/h, 167mph) であった:19–20。しかし、離陸決心速度はエンジン故障時に安全に停止できる速度を指示しているもので、今回副操縦士が思い込んだ別機との衝突などその他の飛行の障害となる事象が発生した場合の対応を規定しているものではないため、NTSBは離陸決心速度超過はこの事故とは関係ないと判断した:25。このことからNTSBは副操縦士の離陸中止の判断は妥当であったとしたが、離陸中止手順を迅速に行わなかったことは批判している:25–26。
NTSBの最終報告書での多数意見は、事故の原因はトランス・ワールド航空159便の乗員が速度超過のために離陸手順を正常に中止できないことであると判断した:27。またNTSBは、ジェットエンジンの排気を考慮に入れて滑走路に支障がないという意味の定義及び航空会社の離陸中止手順を定義する新しいFAA規制の改訂と拡張を推奨している:27。また少数派の報告書では、事故原因は滑走路に近接しているとタワー管制に報告しなかったデルタ航空379便の乗員と、正確な位置を159便への離陸許可発出前に379便に聞かなかったタワー管制の過失であると述べられている:(Dissent p. 1–2)。
その後、死亡した乗客の遺族は民事裁判でデルタ航空から105,000ドルの和解金を受け取った。また、トランス・ワールド航空はボーイング707-131の損失でデルタ航空を訴え、2,216,000ドルでの和解に至った。